# Lamap
Lamap (früher Port Sandwich genannt) ist ein Dorf in der Provinz Malampa auf der Insel Malakula in Vanuatu. Im Dorf gibt es eine Kirche, einige Schulen, Bars und Pensionen. Es werden zwei Sprachen gesprochen, Französisch und Englisch.

## Infrastruktur
Lamap ist über den Flugplatz Lamap an den Luftverkehr angebunden.

## Söhne und Töchter der Stadt
- Gérard Leymang, katholischer Priester, Politiker und Journalist, ehemaliger Premierminister von Vanuatu